# 네이선 제이컵슨
네이선 제이컵슨(영어: Nathan Jacobson, 1910년 10월 5일 ~ 1999년 12월 5일)은 폴란드 태생의 미국 수학자이다. 환론에 공헌하였다.

## 생애
1910년 10월 5일 폴란드 바르샤바에서 나흐만 아르비세르(폴란드어: Nachman Arbiser)라는 이름으로 태어났다. 아르비세르 가족은 1918년에 미국으로 이민하였으며, 성을 "제이컵슨"(영어: Jacobson)으로 개명하였다.
1930년에 앨라배마 대학교에서 학사 학위를 취득하였고, 1934년에 프린스턴 대학교에서 박사 학위를 취득하였다.
이후 1935년~1936년 동안 브린마 대학교(영어: Bryn Mawr College), 1936년~1937년 동안 시카고 대학교, 1937년~1943년 동안 노스캐롤라이나 대학교 채플힐, 1943년~1947년 동안 존스 홉킨스 대학교에 있었다. 1947년에 예일 대학교 교수가 되었으며, 은퇴할 때까지 예일에 교수로 있었다.
1999년 12월 5일 미국 코네티컷주 햄든(영어: Hamden)에서 사망하였다.

## 같이 보기
- 제이컵슨 근기

## 참고 문헌
- Benkart, Georgia; Kaplansky, Irving; McCrimmon, Kevin; Saltman, David J.; Seligman, George B. (1999년 10월). “Nathan Jacobson (1910–1999)” (PDF). 《Notices of the American Mathematical Society》 (영어) 47 (9): 1061–1071.
- “1998 Steele Prizes” (PDF). 《Notices of the American Mathematical Society》 (영어) 48 (4): 504–508. 1998년 4월.